# Розлуч
Розлуч (укр. Розлуч) — село на реке Ясеница в Турковской городской общине Самборского района Львовской области Украины. Старое название — Борисова Воля. Расположено в 15 км от районного центра. Железнодорожная станция на линии Самбор—Турка.

## История

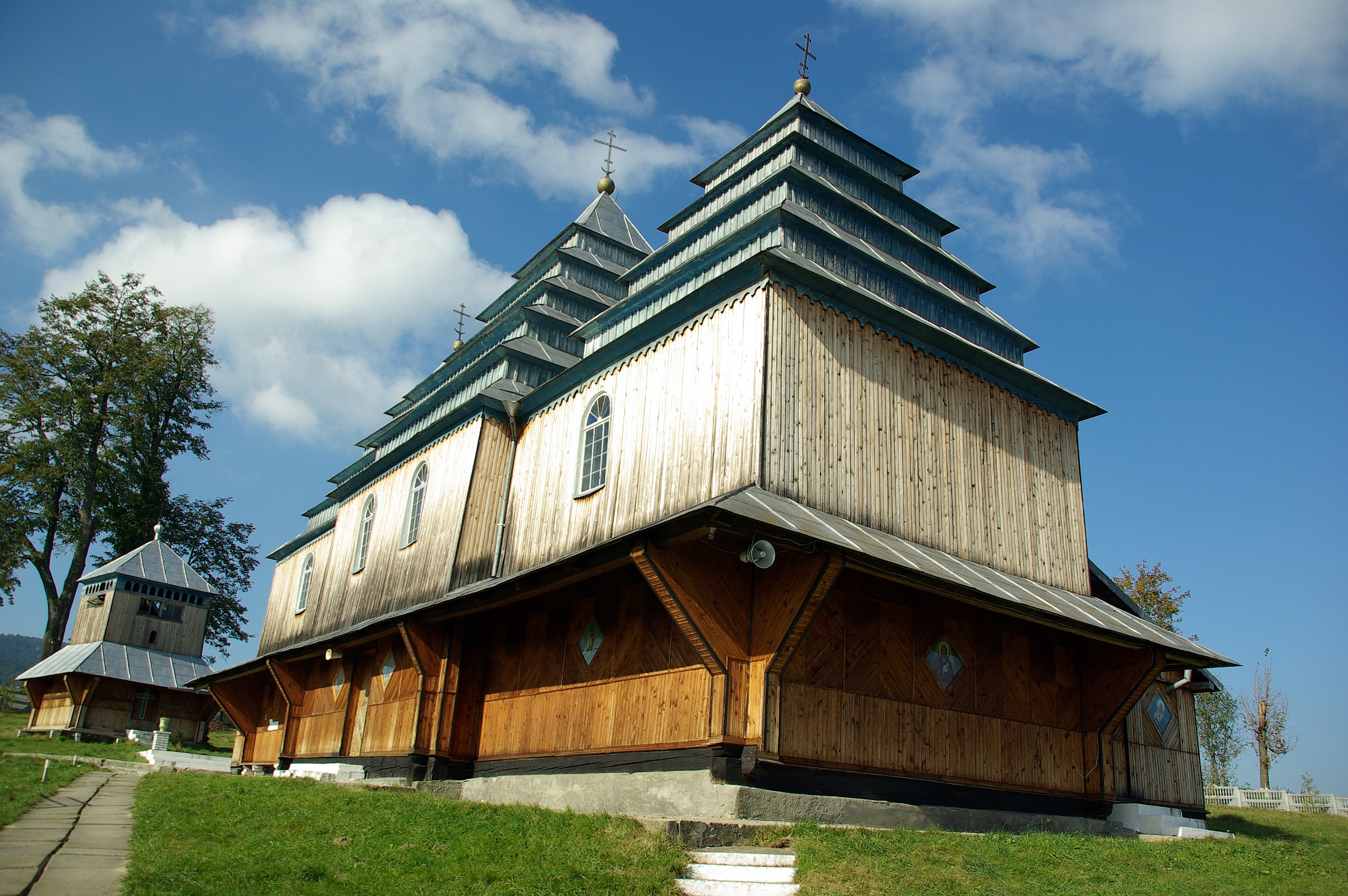
Церковь в селе Розлуч

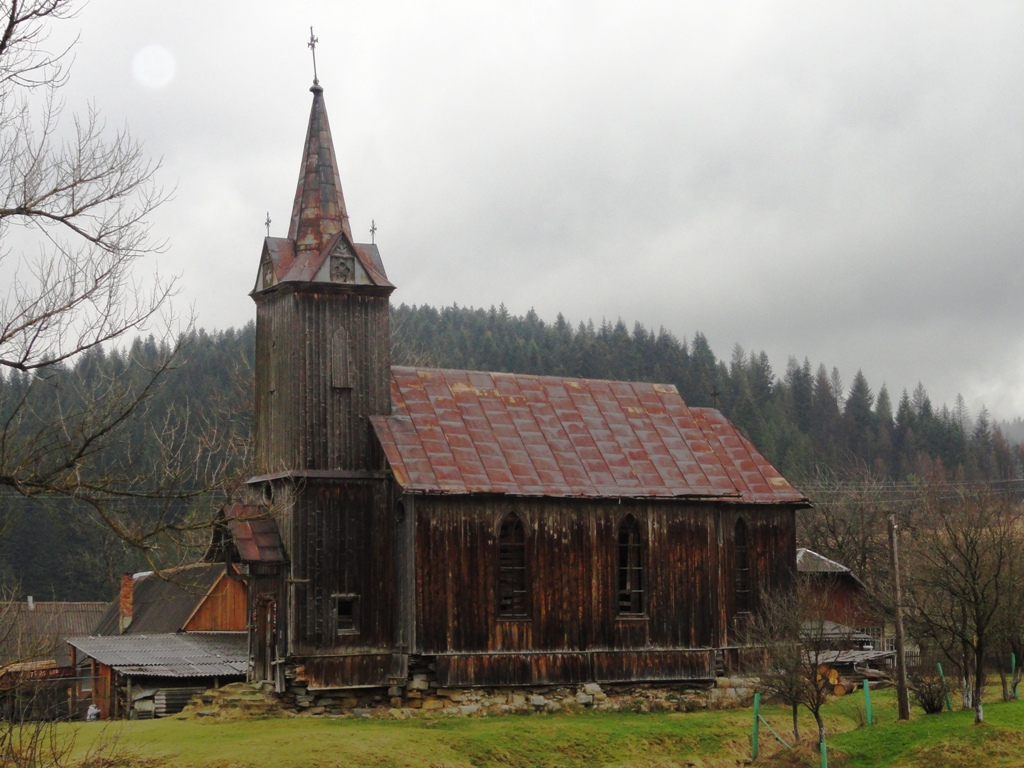
Заброшенный деревянный костел немецких колонистов св. Франциска Борджиа, 1901—1902 гг. в с. Розлуч

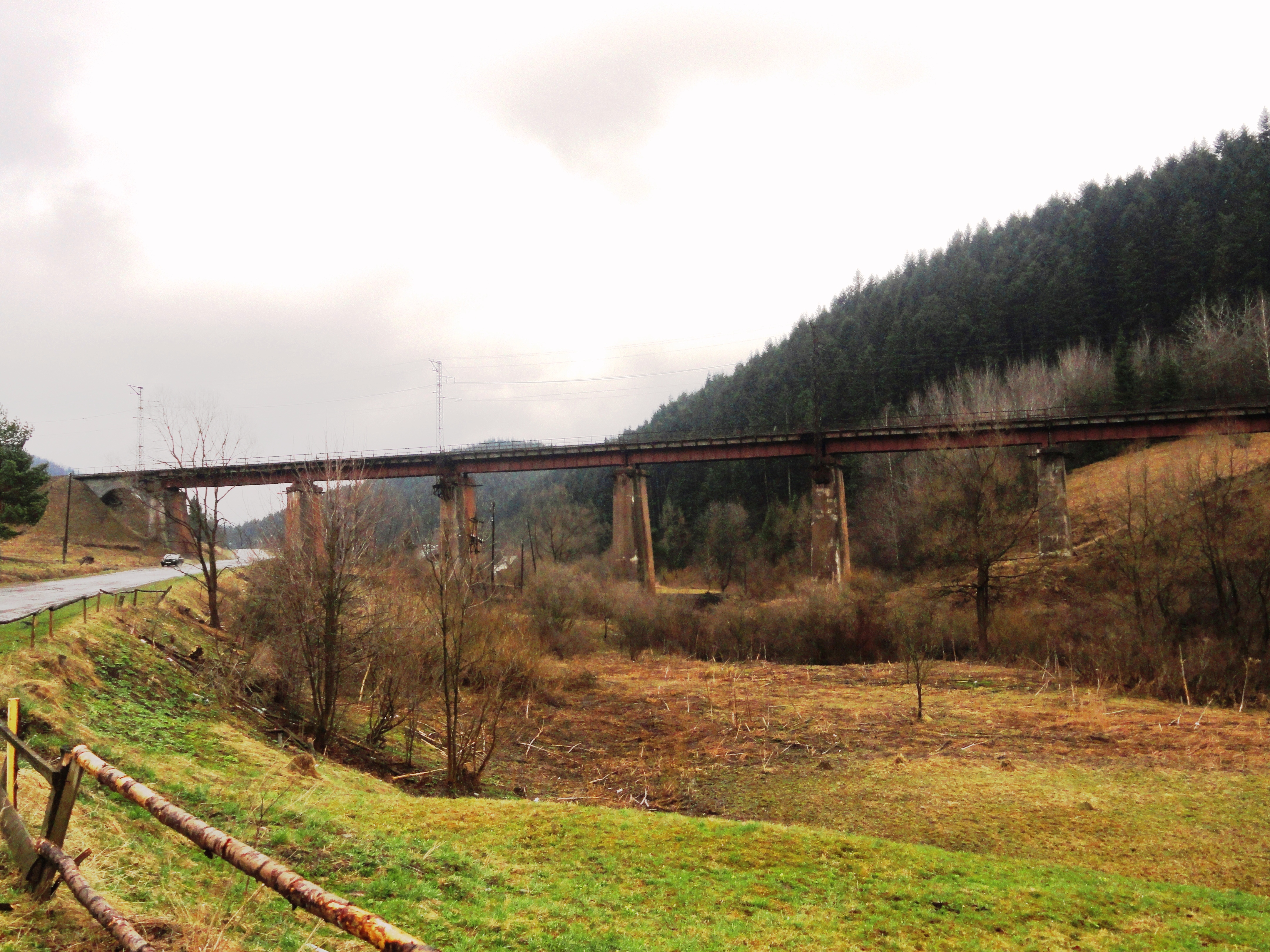
Железнодорожный виадук в с. Розлуч

Село основано в 1511 году под названием Борисова Воля. В документах второй половины XVI в. его часто называли Ровень (от названия речки) или Розлуч (от названия горы (высота — 932 м)). В XVIII в. название Борисова Воля совсем исчезает. По другой версии первыми поселенцами здесь были три семьи, которые во время эпидемии чумы в Ясенице Замковой расстались со своими родственниками, откуда и пошло название поселения и горы Розлуч.
В сентябре 1744 c небольшим отрядом опришков здесь побывал О. Довбуш. Его именем называется источник возле урочища Бриновка — Довбушева Криница.
Юго-восточнее села расположена гора Розлуч, неподалёку от которой находятся истоки реки Днестр. В 1905 г. через село была проложена железная дорога, которая соединяла Львов с Ужгородом. Через Розлуч проходит автодорога Львов-Самбор-Турка-Ужгород.
Благодаря прокладке железной дороги в начале XX в. к Розлучу потянулись первые туристические поезда. После Первой мировой войны популярным стал лыжный спорт, и именно на Турковщине была открыта первая лыжная трасса Сянки — Пикуй.
До Второй мировой войны благодаря своему расположению и нескольким минеральным источникам село славилось как курорт. В 1937 году в Розлуче работало 13 пансионатов на 400 мест, горная база военно-спортивного лагеря, юношеский лагерь. Кроме того, были построены частные виллы, некоторые из которых сохранились до нашего времени.

## Достопримечательности
На северной окраине села на склоне холма создан большой трамплин для занятий горнолыжным спортом. Сейчас здесь функционируют несколько гостиниц, домов отдыха, активно развивается зеленый туризм. Отдыхающих привлекают покой, чистый воздух и минеральные источники, среди которых есть источник типа «Нафтуся» — известной лечебной минеральной воды.
В селе сохранилась часовня немецких колонистов (позже — костел св. Франциска Борджиа), 1901—1902 гг. Православная деревянная церковь.

## Демография
Население составляет 1268 человек.